# Wimalasena Perera
Pour les articles homonymes, voir Perera.
Wimalasena Perera, né le 30 mai 1945 à Colombo, est un coureur de fond sri-lankais. Il a participé au marathon aux Jeux olympiques d'été de 1968. 
Il a aussi représenté le Sri Lanka aux Ves Jeux asiatiques de 1966, où il se classe 7e, et aux VIIIe Jeux du Commonwealth la même année, où il se classe 15e.
En 2019, Wimalasena Perara, qui souffre d'un problème cardiaque, reçoit un don du Ministère des Sports.